# 金嶺志
金 嶺志（キム・リョンジ、チョソングル:김령지、1994年8月26日 - ）は、日本出身のラグビーユニオン選手。2025年現在ジャパンラグビーリーグワンに参戦する浦安D-Rocksに所属している。

## プロフィール
- 埼玉県出身[1]。
- ポジションはロック(LO)。
- 身長 190 cm、体重 107 kg
- U20日本代表に選ばれたことがある[2]。
- ジュニア・ジャパンに選ばれたことがある[3]。

## 来歴
2013年、東京朝鮮高校卒業後、帝京大学に入る。
2017年、帝京大学卒業後、NTTコミュニケーションズシャイニングアークスに加入。同年8月18日に行われたジャパンラグビートップリーグ第1節のリコーブラックラムズ戦にて先発出場で公式戦初出場を果たす。
2022年7月、NTT再編に伴う新チーム浦安D-Rocks選手スコッドに選ばれた。